# Jackass Creek (Colorado River)
Der Jackass Creek ist ein kurzer Bach im US-Bundesstaat Arizona, der im Marble Canyon genannten Teil des Grand-Canyon-Nationalparks in den Colorado River mündet. Er entspringt in der Navajo Indian Reservation zwischen dem U.S. Highway US-89 und dessen Nebenroute US-89A, der letzte Teil seines Laufs hat sich als schmaler Slot Canyon in den Sandstein des Colorado-Plateaus gegraben. Der Canyon gilt als touristische Sehenswürdigkeit für Natur-Fotografen. Er führt nur unregelmäßig Wasser, bei und nach Niederschlägen kann er sich kurzzeitig zu einem reißenden Fluss entwickeln.